# Telescopi aeri

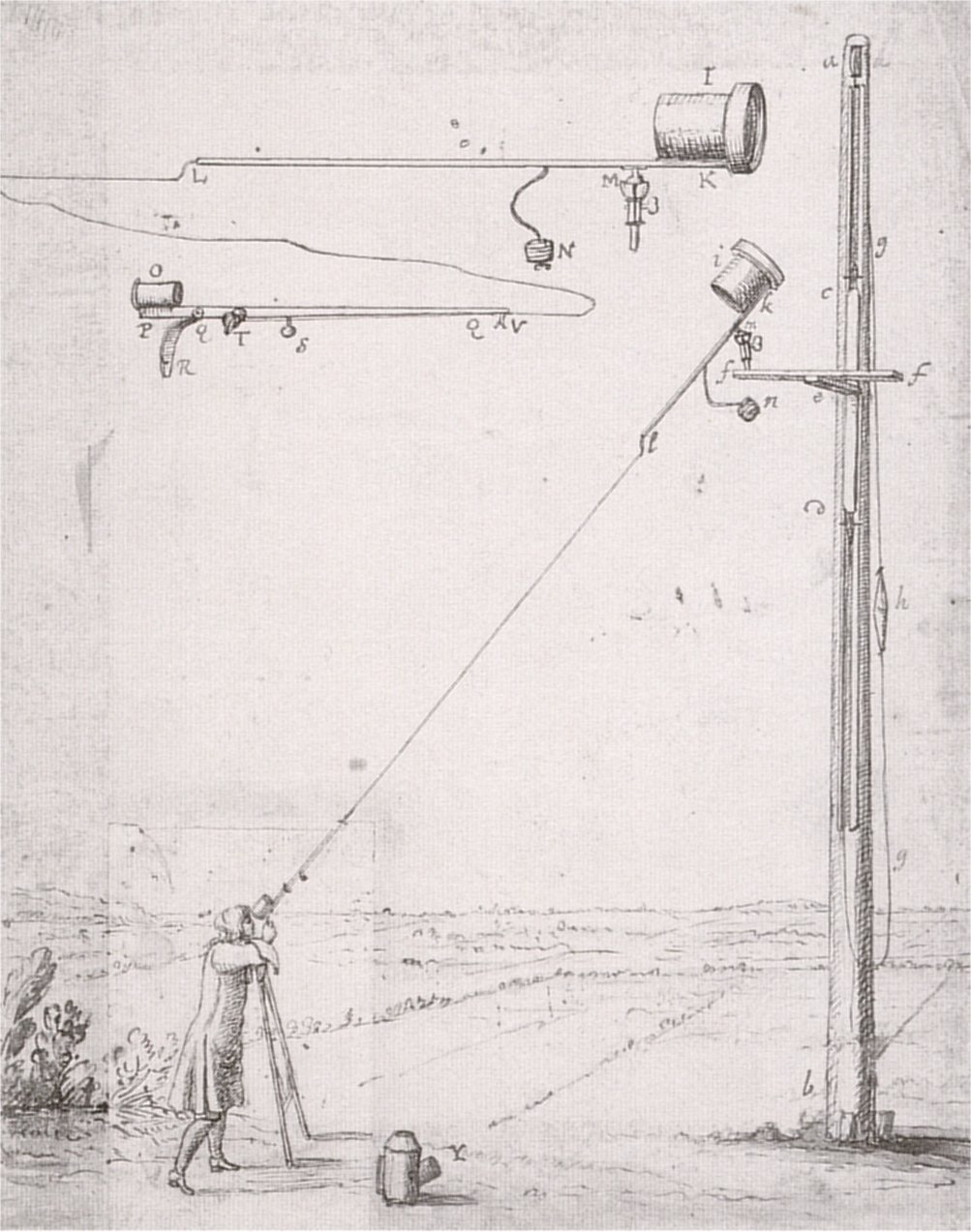
Gravat d'un telescopi aeri de Huygens.

Un telescopi aeri és un tipus de telescopi refractor amb una longitud focal molt llarga que no usa tubs i que es construí per primer cop en la segona meitat del segle xvii.
Per contra, l'objectiu es muntava sobre un pal, arbre, torre, edifici o un altre estructura sobre una justa esfèria de rotació. L'observador se situava a terra i sostenia l'ocular, que estava connectat a l'objectiu per una corda o barra. Maniobrant l'ocular mentre se subjectava la barra, l'observador podria dirigir el telescopi als objectes del cel. La idea d'aquest tipus de telescopis fou del matemàtic, astrònom i físic holandès Christiaan Huygens i el seu germà Constantijn Huygens, Jr. al final del segle xvii, tot i que no és clar si ells l'inventaren.

## Història i aplicacions

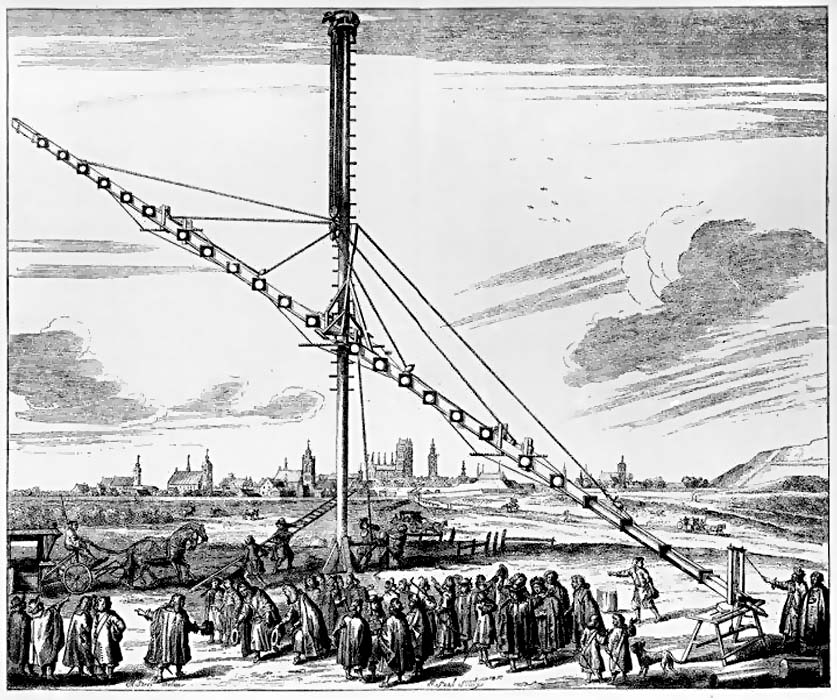
Gravat de 1673 del telescopi de 8 polzades de Johannes Hevelius.

### Telescopis amb "tub" molt llargs

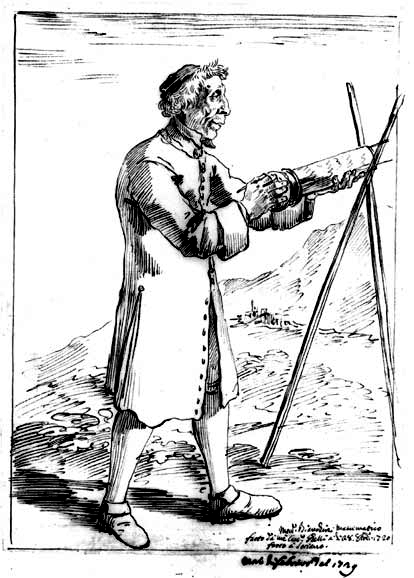
Francesco Bianchini sostenint un altre tipus de muntura d'ocular per telescopis aeris.

Els telescopis construïts al segle xvii i principis del 18 usaven lents d'un element no acromàtic que patien interferències en forma d'halos multicolors (aberració cromàtica) introduïts per les propietats refractives no uniformes de la lent senzilla. Això degradava la qualitat de les imatges que produïen. Els constructors de telescopis de l'època trobaren que un objectiu focal molt llarg no presentava cap aberració cromàtica apreciable. També, s'adonaren que quan es doblava el diàmetre dels objectius la longitud focal de l'objectiu havia de ser 4 vegades més llarga per aconseguir la mateixa quantitat mínima d'aberració cromàtica.
En augmentar el diàmetre d'aquests telescopis refractors per aconseguir més llum i més resolució començaren a tenir longitud focals de fins a 45 mestres. Per tant, s'havien de muntar sobre bastides o grues, la qual cosa acabava per convertir-los en poc útils, ja que a la menor brisa els tubs es movien i inclús queien.

### Telescopis "aeris" sense tubs
Al voltant de 1675 els germans Christiaan i Constantine Huygens decidiren modificar els objectius de longitud focal molt llarga de manera que s'eliminés el tub. Al telescopi aeri de Huygens l'objectiu es muntava dins un petit tub de ferro montat sobre una juntura en forma de bola i a sobre d'un mastil ajustable. L'ocular es muntava en un altre petit tub i els dos tubs es mantenien alineats per una corda de connexió tensada. Christiaan Huygens publicà els dissenys d'aquests telescopis aeris sense tub en al seu llibre "Astroscopia Compendiaria" el 1684 i des de llavors s'ha atribuït la seva invenció als dos germans, encara que dissenys similars fossin utilitzats per Adrien Auzout i a vegades s'atribueix la idea a Christopher Wren.
Els germans Huygens crearen alguns arranjament enginyosos per tal que els telescopis aeris es poguessin dirigir a objectes visibles del cel nocturn. El telescopi podria dirigir-se a objectes brillants com planetes buscant la seva imatge projectada en un anell de cartolina blanca o una pantalla de paper oliat translúcid i després centrant-los en l'ocular. Els objectes més tènues es podien trobar mirant la reflexió d'una làmpada sostinguda per la mà de l'observador recuperada per l'objectiu i després centrant la reflexió sobre l'objecte. Philippe de la Hire i Nicolaas Hartsoeker describiren altres invencions amb el mateix propòsit.
Els objectius dels telescopis aeris podien tenir longituds focals molt llargues. Christiaan Huygens diu que el 1686 creà juntament amb el seu germà objectius de 200 mm a 220 mm de diàmetre i de 52 a 64 m de longitud focal, respectivament. Constantijn Huygens, Jr. Presentà un objectiu de diàmetre 190 mm i de 37.5 m de longitud focal a la Royal Society de Londres el 1690. Adrien Auzout i d'altres feren telescopis des de 90 a 180 m de longitud focal i Auzout proposà un enorme telescopi aeri de 305 m de longitud que serviria per a “observar animals a la lluna”.

### Aplicacions

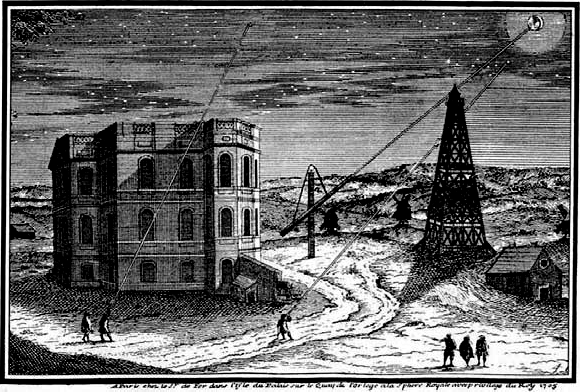
Gravat de l'Observatori de París al començament del amb la "Torre Marly" de fusta a la dreta.

L'astrònom Giovanni Domenico Cassini tingué a la Torre Marly de fusta, originàriament construïda com a part de la Màquina de Marly per pujar l'aigua als dipòsits i fonts dels Jardins de Versalles, i després traslladada als terres de l'Observatori de París. En aquesta torre muntà tubs llargs de telescopis i objectius de telescopis aeris fets per ell per l'òptic italià Giuseppe Campani. El 1684 usà un d'aquests telescopis aeris per trobar Dione i Tetis, dos satèl·lits de Saturn.
James Bradley, el 27 de desembre de 1722, mesurà el diàmetre de Venus amb un telescopi aeri amb un objectiu de 65 m de distància focal. Francesco Bianchini intentà mapejar la superfície de Venus i deduir el període de rotació a Roma el 1726 usant un telescopi aeri de 66 mm i 30 m de distància focal.

### Obsolescència
L'extrema dificultat d'ús d'aquests telescopis de longitud focal molt llarga conduí els astrònoms a desenvolupar dissenys alternatius. Un fou el telescopi reflector. El 1721 John Hadley mostrà el Telescopi reflector newtonià a la Royal Society britànica amb un mirall de 6 polzades de diàmetre. L'instrument fou examinat pels membres de la Royal Society James Pound i James Bradley
que el compararen amb el telescopi aeri de 190 mm construït per Constantijn Huygens, Jr. De la comparació escriviren que el reflector de Hardley podia augmenta l'objecte tantes vegades com el de Huygens i que el representava igualment definit, tot i que no tan clar i brillant com el telescopi aeri.
La necessitat d'objectius de telescopis de longitud focal molt llarga fou eliminada amb la invenció de la lent acromàtica a mitjans del segle xviii.